# Geoffrey Palis
Geoffrey Palis (Francia, 8 de julio de 1991) es un jugador profesional francés de rugby que se desempeña en la posición de fullback en Castres Olympique, equipo perteneciente a la liga Top 14.

## Carrera
Palis es un jugador de formación francesa (JIFF). Comenzó su carrera deportiva con el equipo Sporting Club Albi, en el cual jugó cuatro temporadas (2009-2013), después pasó a Castres Olympique, donde lleva jugando once temporadas.